# Louis-Victor Emmanuel Sougez
Emmanuel Sougez, né à Bordeaux (Gironde) le 16 juillet 1889 et mort à Paris le 24 août 1972, est un photographe français.

## Biographie
Fils d’un artisan vannier, Emmanuel Sougez est l’aîné d’une famille de trois enfants. Sa mère est Landaise. À quinze ans, il entre à l’École des beaux-arts de Bordeaux, qu’il quitte peu après pour se consacrer à la photographie, préférant devenir « un bon photographe plutôt qu’un peintre médiocre ».
Après avoir étudié en Allemagne, en Autriche et en Suisse, Sougez est l’introducteur en France d’un nouveau mouvement qui rejette la photographie sentimentale et picturale du passé en faveur d’une esthétique plus austère, plus « pure » et plus réaliste. En Allemagne, ce mouvement s’appelle Neue Sachlichkeit (Nouvelle objectivité).
En 1919, il travaille comme  photographe publicitaire pour de grandes entreprises comme Dunhill,  Roquefort-Société, Nestlé ou Rodier.
Il fonde le service photographique du journal L’Illustration en 1926. Il est membre du jury du Salon de Paris et vice-président de la Société des artistes photographes. Il adhère au Groupe des XV en 1946. Il est également membre du groupe 30×40.
Emmanuel Sougez était considéré par Dora Maar comme son mentor.

## Œuvres dans les collections publiques
Liste non exhaustive
- Bièvres, musée français de la photographie :
  - La Rose, pendant la nuit s’est magnifiquement ouverte, 1931[4] ;
  - Regarde, 1931[5] ;
  - Château de carte, récompense la patience, et la peine, 1931[6] ;
  - Satin et plumes, 1933, gélatino-bromure d’argent[7] ;
  - Roquefort, 1935[8] ;
  - Cosmétique, 1935[9] ;
  - Les Angelots, dans les terres cuites, 1936[10] ;
  - Lutrin à l’église Saint-Gervais, 1943[11] ;
  - Une porte à l’aube, 1947, gélatino-bromure d’argent[12] ;
  - Segovia : El navio de Piedra, 1956[13].

## Expositions
Liste non exhaustive
- 1934 : 24e exposition de la Société des artistes normands, Rouen.
- 1993 : « Emmanuel Sougez, l’éminence grise », Palais de Tokyo, Paris[14]

## Publications
Liste non exhaustive.
- Notre-Dame de Paris, éd. Tell, 1932.
- Rodin, éd. Tell, 1933.
- La Sculpture grecque et la sculpture du Moyen Âge, Albums L’Illustration.
- L’Alphabet, éd. Tell, 1932.
- Regarde !, éd. H. Jonquières.
- La photo. Son histoire, Les éditions de L'Illustration, 1968.